# Харківський музичний фаховий коледж імені Б. М. Лятошинського
Харківський музичний фаховий коледж ім. Б.М. Лятошинського (до 2020 — Харківське музичне училище ім. Б. М. Лятошинського) — музичний навчальний заклад у Харкові розташований по Гімназійній набережній, 1а.
Музичне училище відкрите 8 вересня 1883 року на базі Харківському відділенні Імператорського Російського музичного товариства, яке діяло з 1871 року. Серед педагогів училища дореволюційних часів — А. Бенш, К.Горський, Р. Геніка, А. Юр'ян, С. Мотте, Ф. Акіменко, Ф. Бугамеллі. У 20—30 роках XX століття навчальний заклад кілька разів змінював як назву так і статус: основне відділення музичної академії (до 1921 р.), музичний технікум (1921—1923), виконавський факультет музичного інституту (1923—1924), знову музичний технікум (1925—1928), музпрофшкола (1928—1930), музично-театральний технікум (1930—1934), музично-драматичний технікум з правами інституту (1934—1935) і з 1936 року — знову музичне училище.
У радянські часи в училищі викладали відомі музиканти, серед яких Н. Ландесман, А. Гольдінгер, Фанні та Людвіг Фанненштілі, С. Дремцов, П. Луценко, М. Букінік, Й. Шиллінгер, В. Комаренко, В. Борисов, Т. Веске, І. Ганзбург.
У вересні 1968 року училищу було присвоєно ім'я Бориса Лятошинського.
Серед випускників училища — П. Луценко, С. Борткевич, І. Дунаєвський, П. Голубєв, В. Губаренко, В. Бібік, Є. Мірошниченко, Ю. Богатиков, З. Юферова, Г. Абаджян, Ю. Щербінін, О. Чувпило та багато інших.
Фактом визнання високого професійного рівня викладачів училища є запрошення багатьох з них до складу журі національних і міжнародних конкурсів та на проведення майстер-класів у різних країнах світу (Росія, Болгарія, Польща, Латвія, Білорусь, Угорщина, Німеччина).
Видатний внесок в науково-дослідницьку, методичну, виконавську, громадську діяльність роблять викладачі Новічкова Т. В., Дубіненко М. П., Бочарова А. С., Ганзбург Г. І., Смаглій Г. А., Ліньков О. Б., Бобров В. М., Шевель О. М., Городовенко В. М.

## Сучасність

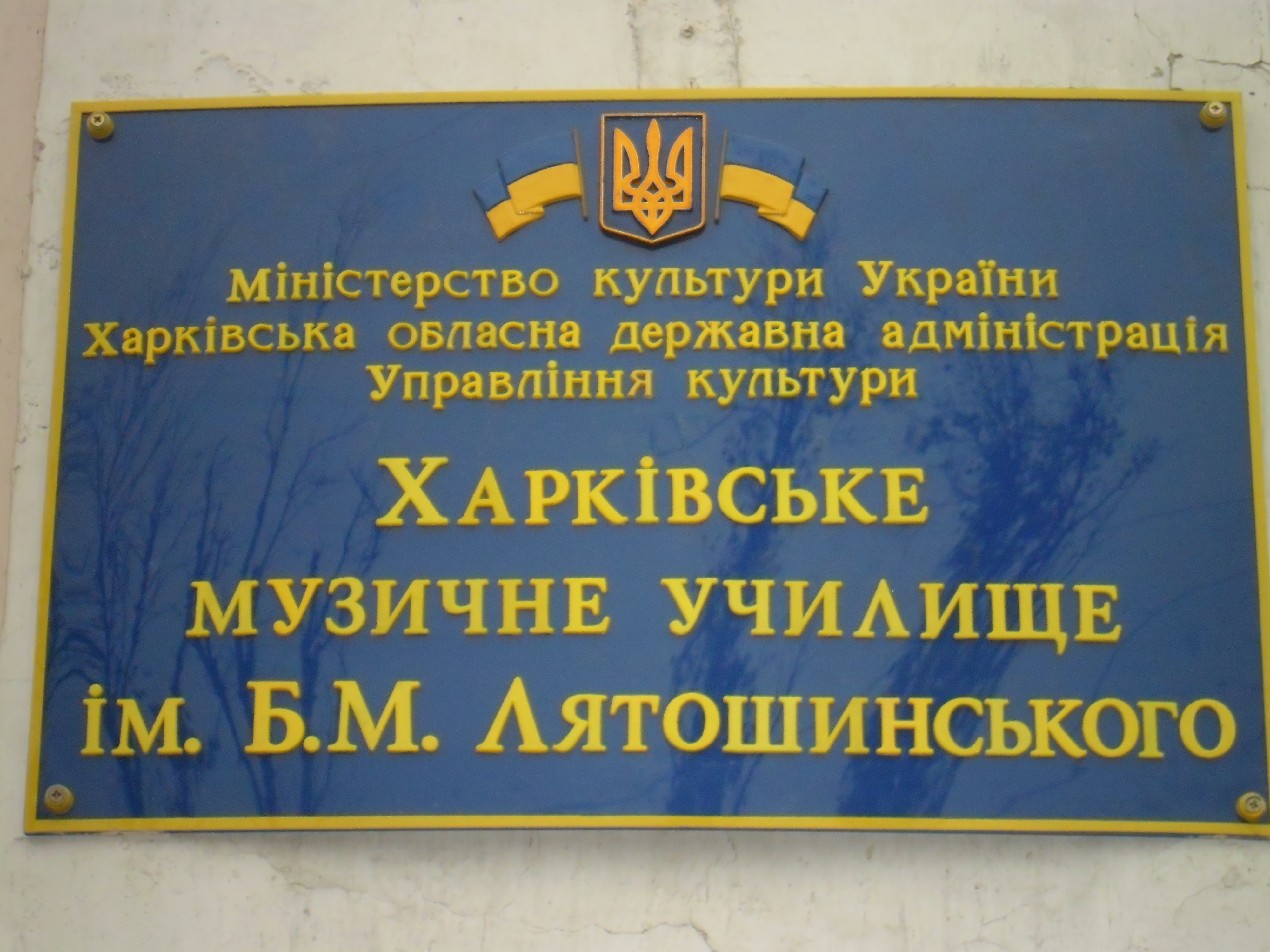

Нині в училищі діє вісім відділень (фортепіано, теорія музики, оркестрові струнні інструменти, оркестрові духові та ударні інструменти, народні інструменти, спів, хорове диригування, музичне мистецтво естради)-джерело.
Щорічно училище проводить конкурс для учнів ДМШ та ДШМ з сольфеджіо «Пізнай себе», переможці якого матимуть пільги при вступі до училища. Цього року конкурс пройшов 11 квітня, перемогу здобула Таранова Марія із ДМШ № 15.
Серед працівників в Харківському музичному училищі імені Б. М. Лятошинського є «Відмінники освіти України», заслужені діячі мистецтв, заслужений працівник освіти, члени Всеукраїнської національної музичної спілки України, національної спілки композиторів України, українського фонду культури, лауреати творчої премії І. І. Слатіна, учасники і ведучі теле- та радіопередач, автори сотень публікацій у наукових збірках та періодичних виданнях України, Росії, Німеччини, Голландії. Працюють визнані педагоги, які, окрім викладацької діяльності, видають посібники для учнів ДМШ, ДШМ та власне училища. Відомі своїми підручниками з теоретичних дисциплін Г. А. Смаглій, В. В. Калініна та інші.
28 травня 2020 року училище перейменовано у Комунальний заклад «Харківський музичний фаховий коледж імені Б. М. Лятошинського» Харківської обласної ради.

## Директори училища
- 1883—1921 — Слатін Ілля Ілліч;
- 1921—1922 — Фанненштіль Людвіг Йосипович;
- 1922—1923 — Богатирьов Семен Семенович;
- 1925—1928 — Альтшуллер Олександр Якович;
- 1949—1955 — Веске Тамара Яківна;
- 1955—1966 — Остапенко Григорій Костянтинович;
- 1966—1972 — Семененко Ганна Сергіївна;
- 1972—1974 — Потьомкіна Лідія Вікторівна;
- 1975—1977 — Міхєєв Борис Олександрович;
- 1978—1984 — Щербінін Юрій Леонідович;
- 1984—1997 — Маломуж Маргарита Петрівна;
- від 1997 — Єфременко Олена Олексіївна.

## Відомі викладачі
- Ткач Дмитро Федорович;
- Бугамеллі Федеріко Алессандро;
- Бобров Володимир Миколайович;

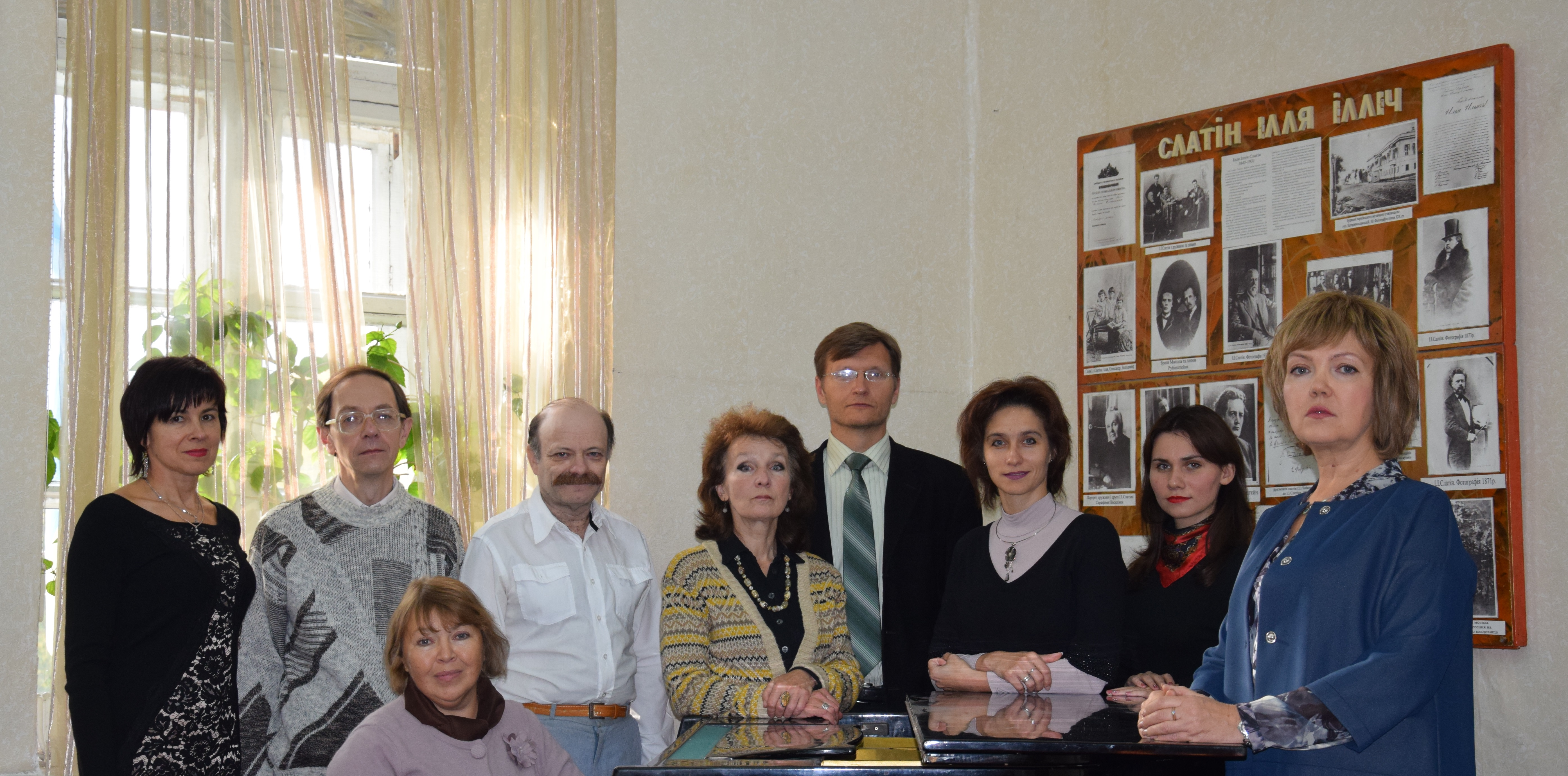
Викладачі відділу музичної літератури (2016)

- Бортновська Галина (Ганна) Олександрівна;
- Ганзбург Григорій Ізраїлевич;
- Ганзбург Ізраїль Григорович;
- Геніка Ростислав Володимирович;
- Глауберман Ілля Львович;
- Голубєв Павло Васильович;
- Горський Костянтин Кипріанович;
- Джурмій Леонід Михайлович;
- Добржинець Ілля Володимирович;
- Дорошенко Костянтин Леонтійович;
- Дубінін Ігор Миколайович;
- Жук Олександр Абрамович;
- Заграничний Зиновій Давидович;
- Ковач Ігор Костянтинович;
- Коливанова Світлана Іванівна;
- Кулик Юрій Іванович;
- Лещинський Адольф Арнольдович;
- Ліньков Олекандр Борисович;
- Попеску Теодор Костянтинович
- Цуркан Людмила Георгіївна
- Дем'янюк Людмила Іванівна;
- Бакуменко Людмила Іванівна.

## Відомі вихованці

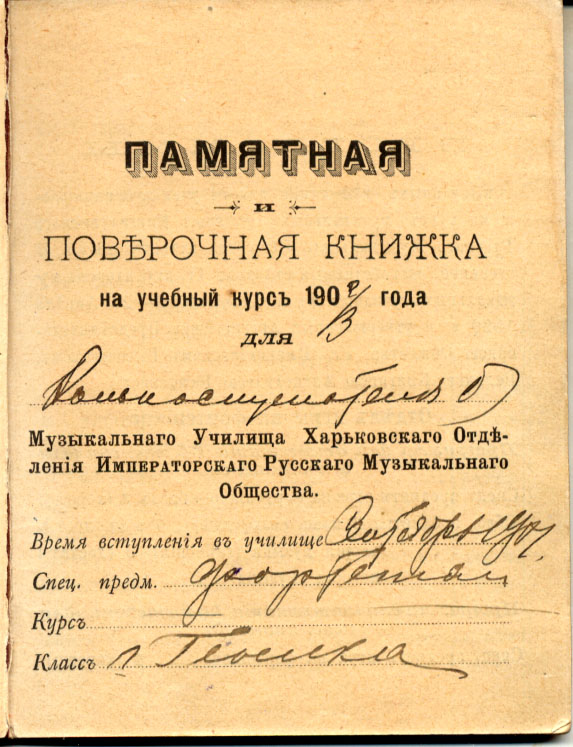

- Абаджян Г.;
- Бібік В.;
- Богатиков Ю.;
- Борткевич С.;
- Букиник І.;
- Букиник М.;
- Волощук В.;
- Голубєв П.;
- Губаренко В.;
- Дунаєвський І.;
- Дмитро Запорожан
- Клебанов Д.;
- Кравцов Т.;
- Луценко П.;
- Мілка А.;
- Новаков О.;
- Польський Ілля Самійлович;
- Рейдер Юлія Олександрівна;
- Реус Валентин Миколайович;
- Щербінін Ю.;
- С. Варягін (Іванов);
- Юферова З.;
- Мірошниченко Є..